# Кашина Сериоле (Милано)
Кашина Сериоле је насеље у Италији у округу Милано, региону Ломбардија.
Према процени из 2011. у насељу је живело 15 становника. Насеље се налази на надморској висини од 110 м.